# Alexander Douglas-Hamilton, 10:e hertig av Hamilton
Alexander Douglas-Hamilton, 10:e hertig av Hamilton, född den 3 oktober 1767, död den 18 augusti 1852, var en skotsk ädling, son till Archibald Hamilton, 9:e hertig av Hamilton.

## Biografi
Alexander Douglas-Hamilton började sin karriär som aktiv inom whigpartiet och var parlamentsledamot mellan 1802 och 1806. 1806–1807 var han ambassadör vid det ryska hovet i S:t Petersburg. Efter denna sejour blev han medlem av Privy Council.
Hertigen var även stormästare inom den skotska avdelningen av Frimurarorden mellan 1820 och 1822 och president inom Highland and Agricultural Society mellan 1827 och 1831. Han fungerade också som överceremonimästare vid kröningarna av både Vilhelm IV av Storbritannien 1831 och drottning Viktoria I av Storbritannien 1837. Han blev riddare av Strumpebandsorden 1836.
Hertigen beskrevs av sina samtida som en överdådig, anstolt dandy med "utländska manér". Han blev också känd som en storsamlare av böcker, konst och antika föremål. Han blev småningom mycket intresserad av egyptiska mumier, så till den grad att han bestämde sig för att själv bli mumifierad efter sin död. Så skedde också 1852 och han placerades i en sarkofag på familjegodset Hamilton Palace i Skottland.
Han gifte sig 1810 med Susan Beckford (1786–1859), dotterdotter till Charles Gordon, 4:e earl av Aboyne.
Barn:
- William Douglas-Hamilton, 11:e hertig av Hamilton (1811–1863)
- Lady Susan Harriet Hamilton (1814–1889), gift 1:o med Henry Pelham-Clinton, 5:e hertig av Newcastle